# Europamästerskapen i konstsim 2025
Europamästerskapen i konstsim 2025 hölls mellan den 2 och 5 juni 2025 i Funchal i Portugal. Det var den första upplagan av det separata mästerskapet europamästerskapen i konstsim och den totalt 27:e upplagan då europamästerskapen i simsport räknas med.

## Medaljörer

### Herrar
| Gren                   | Guld                            | Guld     | Silver                   | Silver   | Brons                           | Brons    |
| Fritt program, solo    | Jordi Cáceres · Spanien         | 188,9500 | Filippo Pelati · Italien | 187,1288 | Ranjuo Tomblin · Storbritannien | 173,3837 |
| Tekniskt program, solo | Ranjuo Tomblin · Storbritannien | 234,4225 | Filippo Pelati · Italien | 232,6259 | Dennis González · Spanien       | 213,6642 |

### Damer
| Gren                   | Guld                                                   | Guld     | Silver                          | Silver   | Brons                                       | Brons    |
| Fritt program, solo    | Klara Bleyer · Tyskland                                | 219,8363 | Enrica Piccoli · Italien        | 212,9451 | Iris Tió · Spanien                          | 208,9075 |
| Tekniskt program, solo | Vasiliki Alexandri · Österrike                         | 257,2400 | Iris Tió · Spanien              | 249,0917 | Klara Bleyer · Tyskland                     | 246,9650 |
| Fritt program, par     | Italien Enrica Piccoli Lucrezia Ruggiero               | 250,6683 | Spanien Lilou Lluis Iris Tió    | 248,3325 | Tyskland Klara Bleyer Amélie Blumenthal Haz | 237,0950 |
| Tekniskt program, par  | Österrike Anna-Maria Alexandri Eirini-Marina Alexandri | 301,8800 | Spanien Lilou Lluis Txell Ferré | 282,1017 | Frankrike Anastasija Bajandina Romane Lunel | 278,0242 |

### Mixed
| Gren                     | Guld | Guld     | Silver | Silver   | Brons | Brons    |
| Fritt program, par       | Spanien Dennis González Iris Tió | 290,4242 | Italien Filippo Pelati Lucrezia Ruggiero | 288,8300 | Storbritannien Holly Hughes Ranjuo Tomblin                                                                                          | 283,0990 |
| Tekniskt program, par    | Spanien Dennis González Mireia Hernández | 216,1967 | Storbritannien Isabelle Thorpe Ranjuo Tomblin                                                                                                  | 214,9441 | Italien Lucrezia Ruggiero Filippo Pelati                                                                                            | 205,9059 |
| Fritt program, lag       | Spanien Cristina Arámbula Txell Ferré Marina García Dennis González Alisa Ozhogina Paula Ramírez Sara Saldaña Iris Tió                      | 320,1147 | Italien Valentina Bisi Beatrice Esegio Marta Iacoacci Alessia Macchi Sofia Mastroianni Susanna Pedotti Sophie Tabbiani Giulia Vernice          | 277,7194 | Israel Yogev Dagan Catherine Kunin Alexandra Lerman Noga Levy Lior Makmel Aya Mazor Shaya Sar Shalom Nechmad Yaara Sharabi          | 223,7710 |
| Tekniskt program, lag    | Spanien Cristina Arámbula Txell Ferré Marina García Lilou Lluis Alisa Ozhogina Paula Ramírez Sara Saldaña Iris Tió                          | 290,3810 | Ukraina Oleksandra Horetska Marija Hrynisjyna Uljana Hrynisjyna Alisa Kulyk Jelyzaveta Lymar Darja Mosjynska Darja Prynko Anastasija Sjmonina  | 266,2233 | Frankrike Angeline Bertinelli Jeanne Clair Ambre Esnault Héloïse Guillot Claudia Janvier Romane Lunel Romane Temessek Lou Thuillier | 265,7233 |
| Akrobatiskt program, lag | Italien Beatrice Andina Marta Iacoacci Alessia Macchi Giorgia Lucia Macino Sofia Mastroianni Susanna Pedotti Sophie Tabbiani Giulia Vernice | 208,4609 | Ukraina Ivanna Burba Oleksandra Horetska Uljana Hrynisjyna Alisa Kulyk Jelyzaveta Lymar Darja Mosjynska Anastasija Sjmonina Marija Zdorovtsova | 202,7965 | Spanien Cristina Arámbula Txell Ferré Marina García Dennis González Lilou Lluis Meritxell Mas Paula Ramírez Sara Saldaña            | 202,6892 |

## Medaljtabell
*   Värdland ( Portugal)
| Nr                  | Nation              | Guld | Silver | Brons | Totalt |
| ------------------- | ------------------- | ---- | ------ | ----- | ------ |
| 1                   | Spanien             | 5    | 3      | 3     | 11     |
| 2                   | Italien             | 2    | 5      | 1     | 8      |
| 3                   | Österrike           | 2    | 0      | 0     | 2      |
| 4                   | Storbritannien      | 1    | 1      | 2     | 4      |
| 5                   | Tyskland            | 1    | 0      | 2     | 3      |
| 6                   | Ukraina             | 0    | 2      | 0     | 2      |
| 7                   | Frankrike           | 0    | 0      | 2     | 2      |
| 8                   | Israel              | 0    | 0      | 1     | 1      |
| Totalt (8 nationer) | Totalt (8 nationer) | 11   | 11     | 11    | 33     |

## Resultat

### Herrar

#### Fritt program, solo
| Placering | Idrottare      | Nation         | Svårighetsgrad | Moment  | Artistiskt intryck | Poäng    |
| --------- | -------------- | -------------- | -------------- | ------- | ------------------ | -------- |
| 1         | Jordi Cáceres  | Spanien        | 40,45          | 90,3000 | 98,6500            | 188,9500 |
| 2         | Filippo Pelati | Italien        | 41,30          | 90,6788 | 96,4500            | 187,1288 |
| 3         | Ranjuo Tomblin | Storbritannien | 38,15          | 83,3837 | 90,0000            | 173,3837 |
| 4         | Marios Kritsas | Grekland       | 39,75          | 83,7649 | 81,9000            | 165,6649 |
| 5         | David Martinez | Sverige        | 34,20          | 73,8413 | 90,9000            | 164,7413 |
| 6         | Dimitar Isaev  | Bulgarien      | 19,55          | 37,7988 | 83,9000            | 121,6988 |

#### Tekniskt program, solo
| Placering | Idrottare       | Nation         | Svårighetsgrad | Moment   | Artistiskt intryck | Poäng    |
| --------- | --------------- | -------------- | -------------- | -------- | ------------------ | -------- |
| 1         | Ranjuo Tomblin  | Storbritannien | 29,15          | 139,7225 | 94,7000            | 234,4225 |
| 2         | Filippo Pelati  | Italien        | 29,05          | 136,6759 | 95,9500            | 232,6259 |
| 3         | Dennis González | Spanien        | 24,55          | 111,4642 | 102,2000           | 213,6642 |
| 4         | David Martinez  | Sverige        | 24,55          | 114,3500 | 85,9000            | 200,2500 |
| 5         | Marios Kritsas  | Grekland       | 26,35          | 114,0475 | 85,6000            | 199,6475 |
| 6         | Dimitar Isaev   | Bulgarien      | 14,05          | 63,4500  | 76,1500            | 139,6000 |

### Damer

#### Fritt program, solo
| Placering | Idrottare          | Nation         | Svårighetsgrad | Moment   | Artistiskt intryck | Poäng    |
| --------- | ------------------ | -------------- | -------------- | -------- | ------------------ | -------- |
| 1         | Vasiliki Alexandri | Österrike      | 33,30          | 151,5400 | 105,7000           | 257,2400 |
| 2         | Iris Tió           | Spanien        | 31,40          | 145,1417 | 103,9500           | 249,0917 |
| 3         | Klara Bleyer       | Tyskland       | 33,90          | 144,6650 | 102,3000           | 246,9650 |
| 4         | Enrica Piccoli     | Italien        | 32,70          | 144,0000 | 101,6500           | 245,6500 |
| 5         | Maria Alavidze     | Georgien       | 31,55          | 135,3583 | 96,3000            | 231,6583 |
| 6         | Zoi Karangelou     | Grekland       | 35,10          | 136,7283 | 93,3000            | 230,0283 |
| 7         | Darja Mosjynska    | Ukraina        | 29,50          | 133,4917 | 95,9500            | 229,4417 |
| 8         | Jasmine Verbena    | San Marino     | 30,90          | 135,1050 | 90,3500            | 225,4550 |
| 9         | Žofia Strapeková   | Slovakien      | 27,10          | 131,2467 | 89,7000            | 220,9467 |
| 10        | Ece Üngör          | Turkiet        | 32,15          | 132,6142 | 86,2500            | 218,8642 |
| 11        | Mari Moilala       | Finland        | 24,90          | 119,9650 | 86,6000            | 206,5650 |
| 12        | Romane Temessek    | Frankrike      | 28,90          | 115,4300 | 87,3500            | 202,7800 |
| 13        | Loya Cenkci        | Storbritannien | 30,20          | 117,9500 | 82,3500            | 200,3000 |
| 14        | Dalia Penkova      | Bulgarien      | 31,05          | 117,6334 | 77,0000            | 194,6334 |
| 15        | Julie Cooninx      | Belgien        | 21,35          | 101,8667 | 73,0000            | 174,8667 |
| 16        | Diana Čípová       | Tjeckien       | 14,70          | 98,1167  | 75,7000            | 173,8167 |
| 17        | Marfa Chragina     | Sverige        | 14,70          | 97,2583  | 72,0500            | 169,3083 |

#### Tekniskt program, solo
| Placering | Idrottare             | Nation        | Svårighetsgrad | Moment   | Artistiskt intryck | Poäng    |
| --------- | --------------------- | ------------- | -------------- | -------- | ------------------ | -------- |
| 1         | Klara Bleyer          | Tyskland      | 52,65          | 118,4863 | 101,3500           | 219,8363 |
| 2         | Enrica Piccoli        | Italien       | 51,70          | 118,3451 | 94,6000            | 212,9451 |
| 3         | Iris Tió              | Spanien       | 45,05          | 102,4075 | 106,5000           | 208,9075 |
| 4         | Marloes Steenbeek     | Nederländerna | 49,70          | 108,2925 | 97,6500            | 205,9425 |
| 5         | Maria Alavidze        | Georgien      | 50,00          | 104,9088 | 99,5500            | 204,4588 |
| 6         | Ece Üngör             | Turkiet       | 50,65          | 107,6550 | 91,5500            | 199,2050 |
| 7         | Jasmine Verbena       | San Marino    | 50,80          | 108,0711 | 89,6500            | 197,7211 |
| 8         | Zoi Karangelou        | Grekland      | 45,75          | 99,5212  | 96,1000            | 195,6212 |
| 9         | Lea Anna Krajčovičová | Slovakien     | 44,60          | 100,4987 | 88,3500            | 188,8487 |
| 10        | Mari Moilala          | Finland       | 34,65          | 73,9687  | 91,1000            | 165,0687 |
| 11        | Matea Butorac         | Kroatien      | 39,60          | 81,9000  | 81,2000            | 163,1000 |
| 12        | Diana Čípová          | Tjeckien      | 36,50          | 73,9475  | 81,9500            | 155,8975 |
| 13        | Dalia Penkova         | Bulgarien     | 33,85          | 66,9900  | 80,9000            | 147,8900 |
| 14        | Marfa Chragina        | Sverige       | 22,35          | 42,8162  | 88,3500            | 131,1662 |

#### Fritt program, par
| Placering | Idrottare                              | Nation    | Svårighetsgrad | Moment   | Artistiskt intryck | Poäng    |
| --------- | -------------------------------------- | --------- | -------------- | -------- | ------------------ | -------- |
| 1         | Enrica Piccoli Lucrezia Ruggiero       | Italien   | 55,30          | 135,6183 | 115,0500           | 250,6683 |
| 2         | Lilou Lluis Iris Tió                   | Spanien   | 46,95          | 121,7825 | 126,5500           | 248,3325 |
| 3         | Klara Bleyer Amélie Blumenthal Haz     | Tyskland  | 52,50          | 127,4950 | 109,6000           | 237,0950 |
| 4         | Laelys Alavez Romane Lunel             | Frankrike | 51,15          | 121,9908 | 113,0500           | 235,0408 |
| 5         | Darja Mosjynska Anastasija Sjmonina    | Ukraina   | 44,50          | 103,7899 | 116,5000           | 220,2899 |
| 6         | Lea Anna Krajčovičová Žofia Strapeková | Slovakien | 46,55          | 112,1504 | 101,2000           | 213,3504 |
| 7         | Sofia Malkogeorgou Vasiliki Thanou     | Grekland  | 37,90          | 95,3913  | 113,0500           | 208,4413 |
| 8         | Maria Alavidze Nita Natobadze          | Georgien  | 48,75          | 102,9330 | 101,2000           | 204,1330 |
| 9         | Selin Hürmeriç Ece Üngör               | Turkiet   | 41,45          | 81,3980  | 102,9000           | 184,2980 |
| 10        | Julie Lewczyszynová Sofie Schindlerová | Tjeckien  | 41,25          | 78,6024  | 91,2500            | 169,8524 |
| 11        | Sasha Miteva Dalia Penkova             | Bulgarien | 36,85          | 72,4341  | 91,9500            | 164,3841 |
| 12        | Mari Moilala Iiris Nurmi               | Finland   | 29,80          | 65,0983  | 92,7000            | 157,7983 |
| 13        | Anna Carvalho Ines Dubini              | Portugal  | 35,25          | 62,6696  | 92,5000            | 155,1696 |

#### Tekniskt program, par
| Placering | Idrottare                                    | Nation         | Svårighetsgrad | Moment   | Artistiskt intryck | Poäng    | Straff |
| --------- | -------------------------------------------- | -------------- | -------------- | -------- | ------------------ | -------- | ------ |
| 1         | Anna-Maria Alexandri Eirini-Marina Alexandri | Österrike      | 35,85          | 180,3300 | 121,5500           | 301,8800 |        |
| 2         | Txell Ferré Lilou Lluis                      | Spanien        | 33,00          | 163,6517 | 118,4500           | 282,1017 |        |
| 3         | Anastasija Bajandina Romane Lunel            | Frankrike      | 33,30          | 164,5742 | 113,4500           | 278,0242 |        |
| 4         | Klara Bleyer Amélie Blumenthal Haz           | Tyskland       | 33,45          | 153,8992 | 109,2500           | 261,1492 | 2,0    |
| 5         | Lea Anna Krajčovičová Žofia Strapeková       | Slovakien      | 29,80          | 148,7176 | 101,6000           | 250,3176 |        |
| 6         | Darja Mosjynska Anastasija Sjmonina          | Ukraina        | 16,20          | 134,4292 | 115,0000           | 249,4292 |        |
| 7         | Enrica Piccoli Lucrezia Ruggiero             | Italien        | 33,70          | 136,1517 | 109,6000           | 243,7517 | 2,0    |
| 8         | Robyn Swatman Eve Young                      | Storbritannien | 29,60          | 131,4424 | 109,2500           | 240,6924 |        |
| 9         | Anna Carvalho Inês Dubini                    | Portugal       | 30,05          | 132,8825 | 97,7000            | 230,5825 |        |
| 10        | Ani Kipiani Nita Natobadze                   | Georgien       | 29,65          | 127,4833 | 97,2500            | 224,7333 |        |
| 11        | Mari Moilala Iiris Nurmi                     | Finland        | 23,65          | 124,8116 | 95,7500            | 220,5616 |        |
| 12        | Julie Lewczyszynová Sofie Schindlerová       | Tjeckien       | 28,00          | 123,9675 | 90,5000            | 214,4675 |        |
| 13        | Julie Cooninx Lara Drijkoningen              | Belgien        | 22,00          | 111,8483 | 90,2000            | 202,0483 |        |
| 14        | Korina Maretić Mia Piri                      | Kroatien       | 16,20          | 98,5783  | 90,1500            | 186,7283 | 2,0    |
| 15        | Sasha Miteva Dalia Penkova                   | Bulgarien      | 23,20          | 81,0242  | 93,5000            | 166,5242 | 8,0    |

### Mixed

#### Fritt program, par
| Placering | Idrottare                         | Nation         | Svårighetsgrad | Moment   | Artistiskt intryck | Poäng    | Straff |
| --------- | --------------------------------- | -------------- | -------------- | -------- | ------------------ | -------- | ------ |
| 1         | Dennis González Iris Tió          | Spanien        | 36,80          | 114,5242 | 183,9000           | 290,4242 | 8,0    |
| 2         | Filippo Pelati Lucrezia Ruggiero  | Italien        | 45,55          | 126,2300 | 162,6000           | 288,8300 |        |
| 3         | Holly Hughes Ranjuo Tomblin       | Storbritannien | 41,25          | 125,1990 | 157,9000           | 283,0990 |        |
| 4         | Daniel Ascenso Filippa Paria      | Portugal       | 27,70          | 71,6512  | 139,6000           | 211,2512 |        |
| 5         | Frithjof Seidel Daria Tonn        | Tyskland       | 22,95          | 61,5591  | 129,6500           | 191,2091 |        |
| 6         | Hristina Cherkezova Dimitar Isaev | Bulgarien      | 23,40          | 57,5017  | 124,8500           | 182,3517 |        |

#### Tekniskt program, par
| Placering | Idrottare                                    | Nation         | Svårighetsgrad | Moment   | Artistiskt intryck | Poäng    |
| --------- | -------------------------------------------- | -------------- | -------------- | -------- | ------------------ | -------- |
| 1         | Dennis González Mireia Hernández             | Spanien        | 31,60          | 122,2217 | 93,9750            | 216,1967 |
| 2         | Isabelle Thorpe Ranjuo Tomblin               | Storbritannien | 33,65          | 124,0691 | 90,8750            | 214,9441 |
| 3         | Filippo Pelati Lucrezia Ruggiero             | Italien        | 31,65          | 114,9809 | 90,9250            | 205,9059 |
| 4         | Yogev Dagan Aya Mazor                        | Israel         | 25,80          | 91,2767  | 85,2000            | 176,4767 |
| 5         | Daniel Ascenso Maria Gonçalves               | Portugal       | 20,70          | 78,3784  | 77,3250            | 155,7034 |
| 6         | Zoi Karangelou Stylianos Koukouselis Fouskis | Grekland       | 10,70          | 52,9233  | 79,3250            | 132,2483 |
| 7         | Hristina Cherkezova Dimitar Isaev            | Bulgarien      | 10,50          | 53,9700  | 71,6000            | 125,5700 |

#### Fritt program, lag
| Placering | Idrottare | Nation   | Svårighetsgrad | Moment   | Artistiskt intryck | Poäng    |
| --------- | --- | -------- | -------------- | -------- | ------------------ | -------- |
| 1         | Cristina Arámbula Meritxell Ferré Marina García Dennis González Alisa Ozhogina Paula Ramírez Sara Saldaña Iris Tió                   | Spanien  | 61,295         | 171,1647 | 148,9500           | 320,1147 |
| 2         | Valentina Bisi Beatrice Esegio Marta Iacoacci Alessia Macchi Sofia Mastroianni Susanna Pedotti Sophie Tabbiani Giulia Vernice        | Italien  | 62,913         | 146,0194 | 131,7000           | 277,7194 |
| 3         | Yogev Dagan Catherine Kunin Alexandra Lerman Noga Levy Lior Makmel Aya Mazor Shaya Sar Shalom Nechmad Yaara Sharabi                  | Israel   | 38,575         | 100,2710 | 123,5000           | 223,7710 |
| 4         | Nela Čarvašová Matylda Jandová Karolína Jetmarová Nicole Juráková Barbora Kalvodová Mariana Kudynová Silvia Majerová Daniela Marková | Tjeckien | 37,250         | 88,4179  | 111,7500           | 200,1679 |

#### Tekniskt program, lag
| Placering | Idrottare | Nation         | Svårighetsgrad | Moment   | Artistiskt intryck | Poäng    |
| --------- | --- | -------------- | -------------- | -------- | ------------------ | -------- |
| 1         | Cristina Arámbula Meritxell Ferré Marina García Lilou Lluis Alisa Ozhogina Paula Ramírez Sara Saldaña Iris Tió                        | Spanien        | 43,00          | 171,2060 | 119,1750           | 290,3810 |
| 2         | Oleksandra Horetska Marija Hrynisjyna Uljana Hrynisjyna Alisa Kulyk Jelyzaveta Lymar Darja Mosjynska Darja Prynko Anastasija Sjmonina | Ukraina        | 42,325         | 157,9233 | 108,3000           | 266,2233 |
| 3         | Angeline Bertinelli Jeanne Clair Ambre Esnault Héloïse Guillot Claudia Janvier Romane Lunel Romane Temessek Lou Thuillier             | Frankrike      | 43,875         | 160,0983 | 105,6250           | 265,7233 |
| 4         | Valentina Bisi Beatrice Esegio Marta Iacoacci Alessia Macchi Sofia Mastroianni Susanna Pedotti Sophie Tabbiani Giulia Vernice         | Italien        | 32,25          | 151,1567 | 108,5250           | 259,6817 |
| 5         | Thaleia Dampali Olga Imvrioti Athina Kamarinopoulou Zoi Karangelou Sofia Malkogeorgou Despoina Pentza Sofia Rigakou Vasiliki Thanou   | Grekland       | 41,725         | 150,6401 | 104,9250           | 255,5651 |
| 6         | Yogev Dagan Catherine Kunin Alexandra Lerman Lior Makmel Aya Mazor Ariel Nassee Shaya Sar Shalom Nechmad Yaara Sharabi                | Israel         | 25,625         | 125,0668 | 101,0000           | 226,0668 |
| 7         | Nela Čarvašová Diana Čípová Karolína Jetmarová Nicole Juráková Barbora Kalvodová Mariana Kudynová Silvia Majerová Simona Urbánková    | Tjeckien       | 35,30          | 127,2233 | 92,0250            | 219,2483 |
| 8         | Robyn Ashworth Katherine Boitsidis Loya Cenkci Jessica Hinxman Holly Hughes Sophie Rowney Magdalena Townsend Cara Zeidler             | Storbritannien | 14,50          | 82,1500  | 90,7250            | 172,8750 |

#### Akrobatiskt program, lag
| Placering | Idrottare | Nation    | Svårighetsgrad | Moment   | Artistiskt intryck | Poäng    |
| --------- | --- | --------- | -------------- | -------- | ------------------ | -------- |
| 1         | Beatrice Andina Marta Iacoacci Alessia Macchi Giorgia Lucia Macino Sofia Mastroianni Susanna Pedotti Sophie Tabbiani Giulia Vernice                  | Italien   | 22,938         | 117,9109 | 90,5500            | 208,4609 |
| 2         | Ivanna Burba Oleksandra Horetska Uljana Hrynisjyna Alisa Kulyk Jelyzaveta Lymar Darja Mosjynska Anastasija Sjmonina Marija Zdorovtsova               | Ukraina   | 23,213         | 113,1965 | 89,6000            | 202,7965 |
| 3         | Cristina Arámbula Meritxell Ferré Marina García Dennis González Lilou Lluis Meritxell Mas Paula Ramírez Sara Saldaña                                 | Spanien   | 20,375         | 106,1892 | 96,5000            | 202,6892 |
| 4         | Laelys Alavez Anastasija Bajandina Angeline Bertinelli Ambre Esnault Laura Gonzalez Claudia Janvier Romane Lunel Eve Planeix                         | Frankrike | 22,525         | 108,8445 | 91,2000            | 200,0445 |
| 5         | Yogev Dagan Aviv Haim Alexandra Lerman Lior Makmel Aya Mazor Shaya Sar Shalom Nechmad Yaara Sharabi Ella Stiner                                      | Israel    | 20,175         | 100,5083 | 82,4000            | 182,9083 |
| 6         | Thaleia Dampali Olga Imvrioti Athina Kamarinopoulou Stylianos Koukouselis Fouskis Sofia Rigakou Vasiliki Thanou Danai Tsaprali Georgia Myrto Zangana | Grekland  | 15,925         | 58,5700  | 81,5500            | 140,1200 |